# Háromvirágú juhar
A háromvirágú juhar (Acer triflorum) a szappanfavirágúak (Sapindales) rendjébe és a szappanfafélék (Sapindaceae) családjába tartozó faj.

## Elterjedése
Északkelet-Kína és a Koreai-félsziget hegyvidéki-dombvidéki erdeiben honos.

## Leírása
Terebélyes, 12 méter magas lombhullató fa. Kérge világos- vagy szürkésbarna, hosszában hámló. A levelei hármasan összetettek, levélkéi ritkásan fogazottak, a középső 10 cm hosszú és 4 cm széles. Felszínük világoszöld, mindkét oldalon borzasan szőrös. ősszel narancssárgára, pirosra színeződnek. A virágok aprók, sárgák, lecsüngő, háromtagú csomóik tavasszal, a levelekkel együtt nyílnak. A termése ikerlependék, 3 cm-es termésszárnyai csaknem párhuzamosak.

## Képek

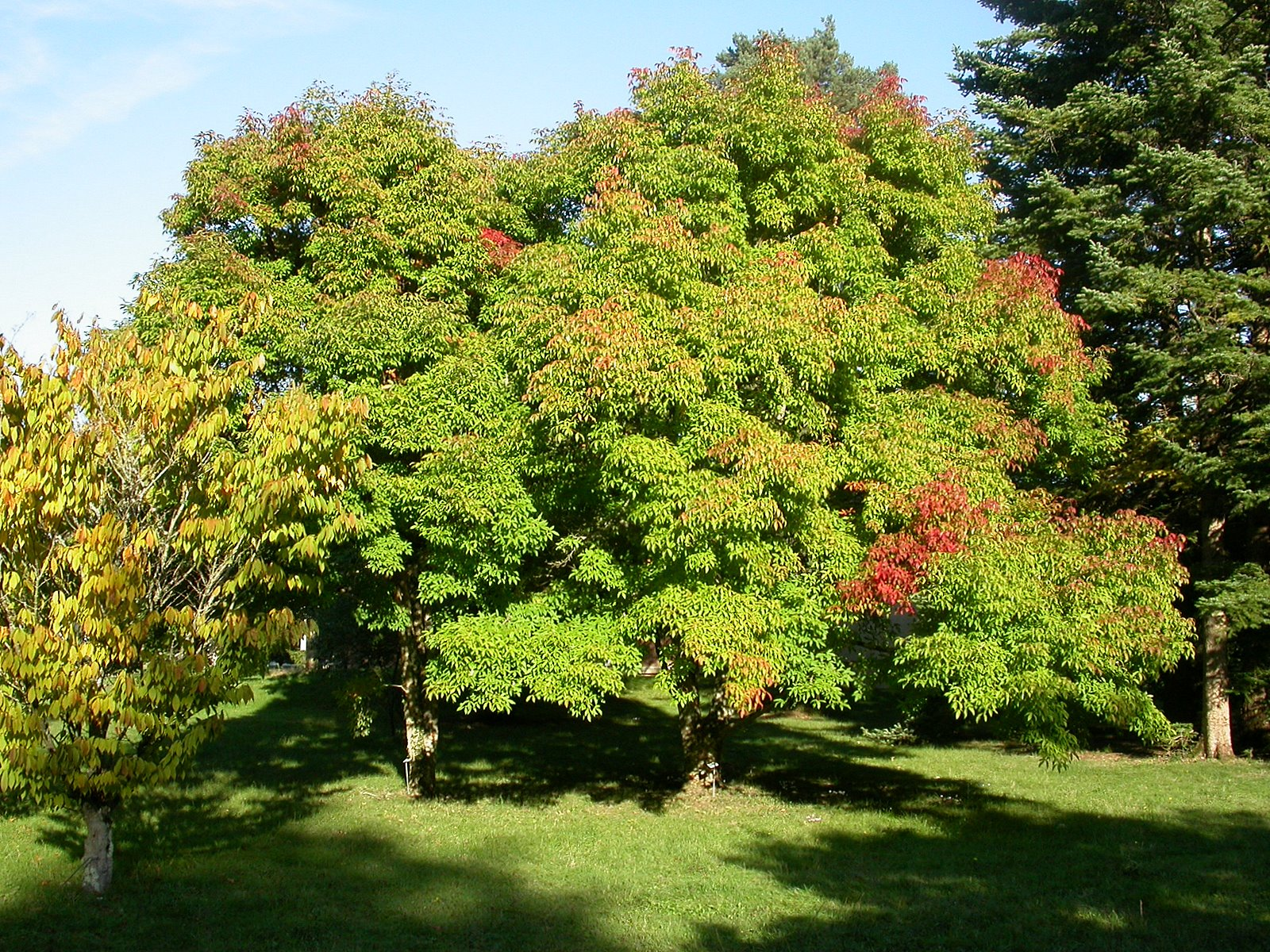
Habitusa
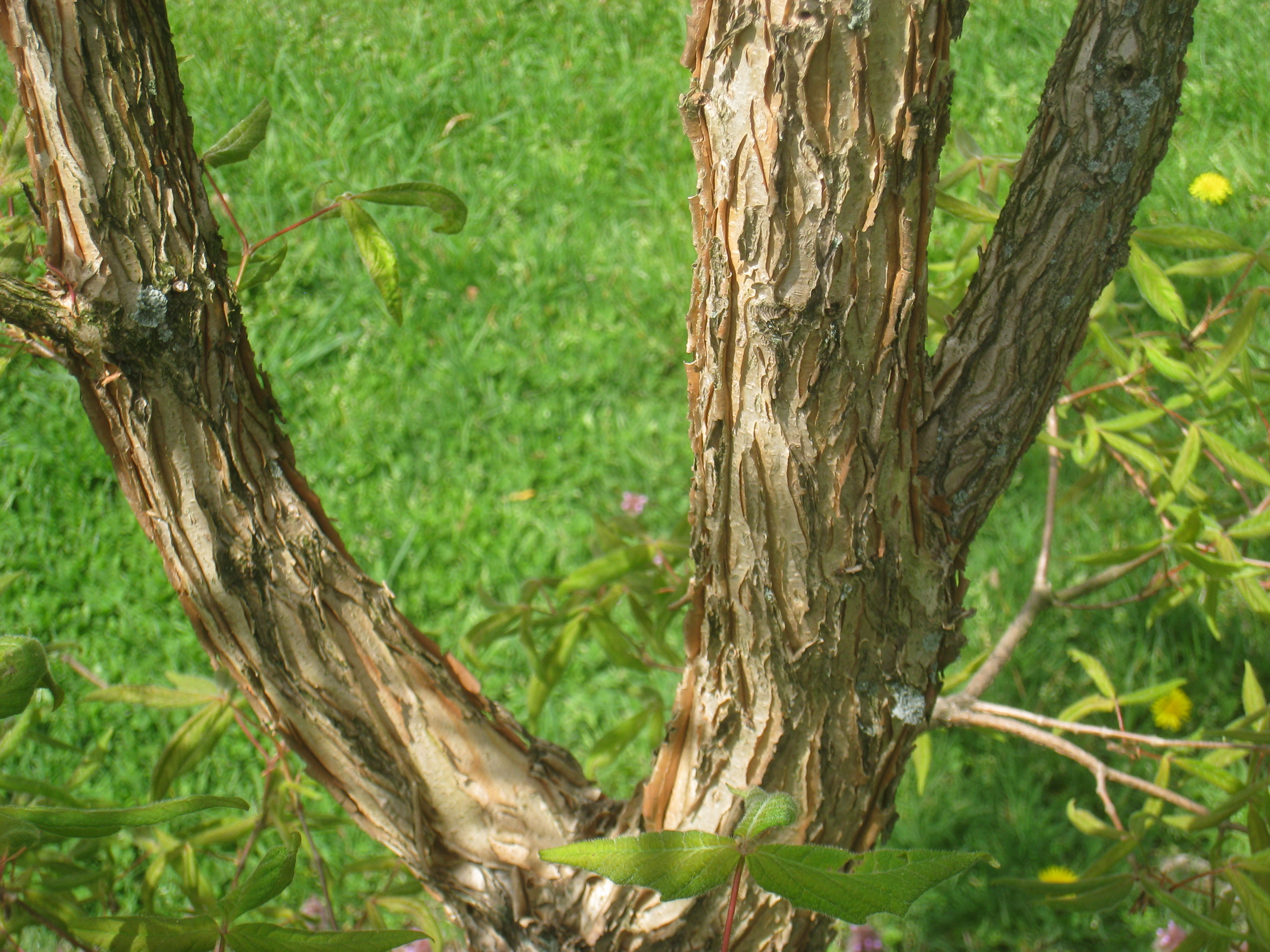
Kérge
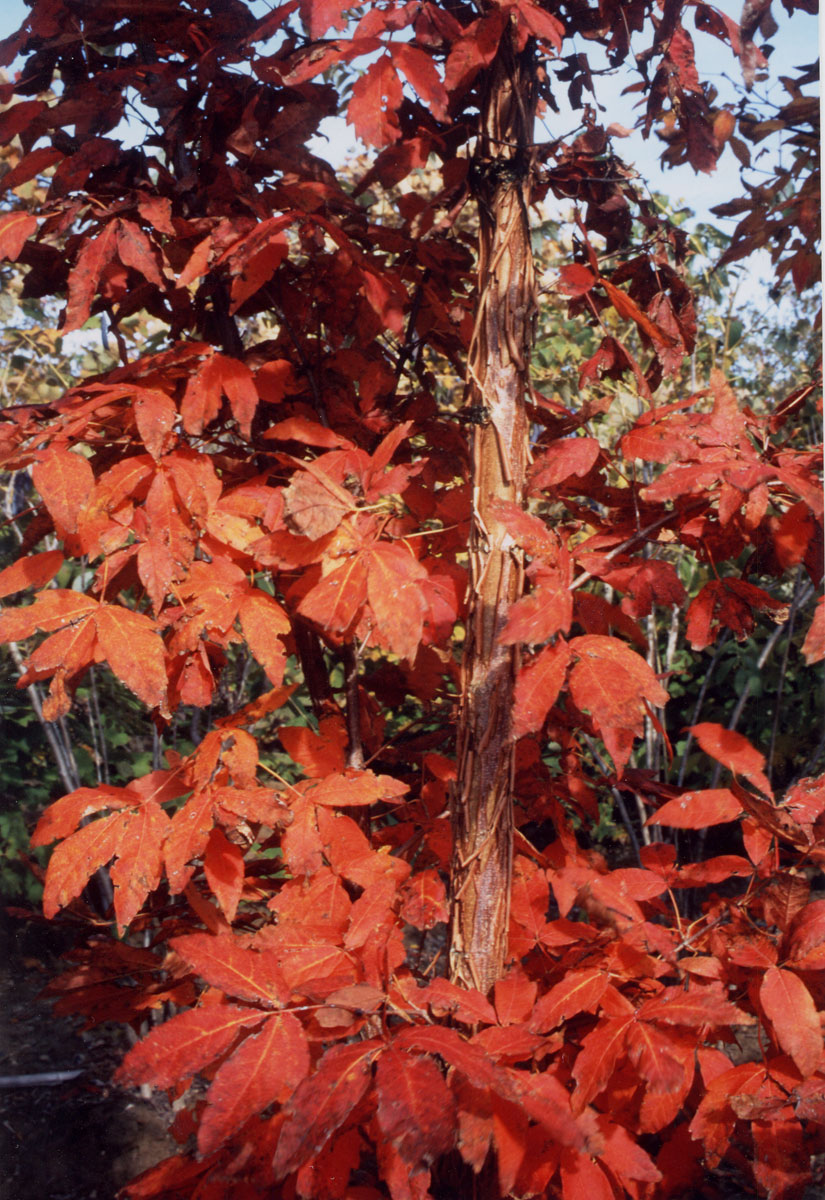
Őszi lombszíne